# Pseudodaphnella pustulata
Pseudodaphnella pustulata é uma espécie de gastrópode do gênero Pseudodaphnella, pertencente a família Raphitomidae.